# IWGP Junior Heavyweight Championship
El IWGP Junior Heavyweight Championship (Campeonato Peso Pesado Junior de la IWGP, en español) es un campeonato de lucha libre profesional creado y utilizado por la compañía japonesa New Japan Pro-Wrestling (NJPW). El campeonato se creó el 6 de febrero de 1986, convirtiéndolo en el campeonato individual en actividad de mayor antigüedad dentro de la compañía, llevándose a cabo un torneo para definir al primer campeón, el cual fue ganado por Shiro Koshinaka. El campeón actual es El Desperado, quien se encuentra en su quinto reinado.
El Campeonato Peso Pesado Junior de la IWGP es uno de los cinco títulos individuales que posee la empresa, siendo el más importante el Campeonato Mundial Peso Pesado de la IWGP, el cual es ostentado por los luchadores más reconocidos e importantes de la empresa. El título Peso Pesado Junior es el único cinturón individual de la empresa con exclusividad de campeón, ya que solo puede ser ostentado por luchadores cuyo peso sea menor a 100 kg (220 lb).

## Historia
El título fue introducido el 6 de febrero de 1986 un evento de NJPW. Solo los luchadores bajo la categoría de Peso Pesado Junior pueden ostentar al título. La NJPW controla actualmente dos campeonatos de categoría peso pesado junior, el Campeonato Peso Pesado Junior de la IWGP y el Campeonato en Parejas Peso Pesado Junior de la IWGP. En este último, el peso límite para cada luchador dentro de un equipo es de 100 kg (220 lb); se asume que el límite de peso es el mismo para el título individual.
Desde el 5 de agosto de 1996, hasta el 5 de noviembre de 1997, el título fue parte del J-Crown, o J-Crown Octuple Unified Championship. El J-Crown fue una combinación de ocho diferentes campeonatos de varias diferentes promociones. Fue creado el 5 de agosto de 1996, cuando The Great Sasuke ganó un torneo de ocho luchadores. El IWGP Junior Heavyweight Championship, el British Commonwealth Junior Heavyweight Championship, el NWA World Junior Heavyweight Championship, el NWA World Welterweight Championship, el UWA World Junior Light Heavyweight Championship, el WAR International Junior Heavyweight Championship, el WWA World Junior Light Heavyweight Championship, y el WWF Light Heavyweight Championship en donde los ocho campeonatos se vieron envueltos. El 5 de noviembre de 1997, el entonces campeón Shinjiro Otani dejó vacante todos los cinturones del J-Crown, pero a excepción del IWGP Junior Heavyweight Championship, la World Wrestling Federation (WWF) retomó el control del Light Heavyweight Championship, dando por terminado el J-Crown. Siendo un campeonato de lucha libre profesional, el título es ganado como resultado de un predeterminado desenlace.
El 12 de noviembre de 2023, el propio cinturón del título se convirtió en campeón durante el evento Ultimate Party 2023 de DDT Pro-Wrestling, al ganar el cómico Ironman Heavymetalweight Championship de la empresa, que se defiende bajo una regla 24/7: durante el evento, Hiromu Takahashi, que era tanto Campeón Peso Pesado Junior de la IWGP como Campeón Ironman Heavymetalweight, defendió con éxito este último título contra Kazuki Hirata antes de tumbarse en el ring. Debido a que el cinturón del Campeonato Peso Pesado Junior estaba en el pecho de Takahashi cuando lo hizo, el árbitro contó esto como un pinfall y declaró al cinturón como nuevo campeón; Hirata rápidamente le hizo la cuenta al cinturón para ganar el Campeonato Ironman Heavymetalweight, aunque el Campeonato de la IWGP y su cinturón permanecieron en posesión de Takahashi.

## Campeones

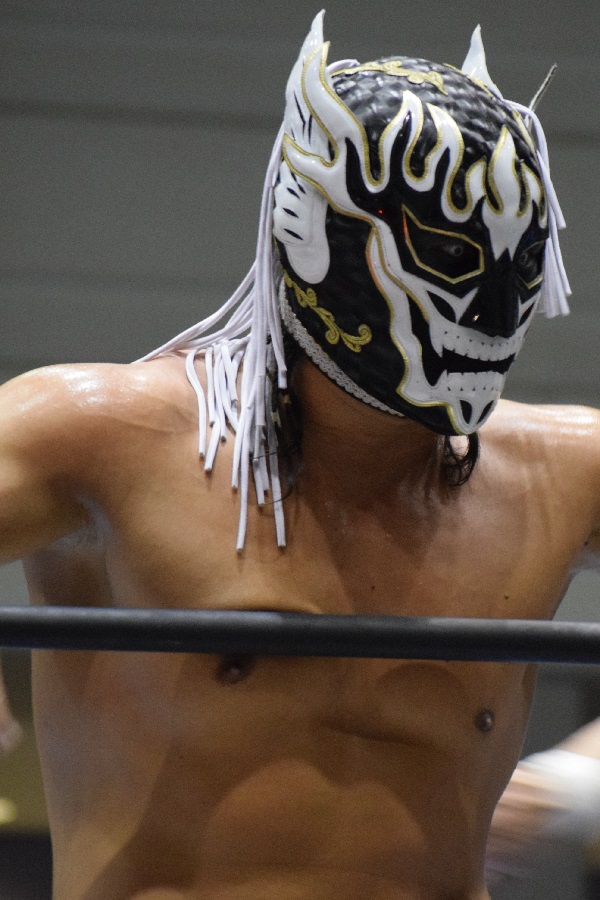
El campeón actual, El Desperado.

El Campeonato Peso Pesado Junior de la IWGP es un campeonato secundario creado por NJPW, y fue establecido en 1986. El campeón inaugural fue Shiro Koshinaka, quien ganó un torneo al derrotar en la final a The Cobra, el 6 de febrero de 1986 en un evento en vivo, desde entonces ha habido 43 distintos campeones oficiales, repartidos en 98 reinados en total. Además, el campeonato ha quedado vacante en nueve ocasiones, en su mayoría ha sido por las lesiones de los campeones.
El reinado más largo en la historia del título le pertenece a Jushin Thunder Liger, quien mantuvo el campeonato por 628 días entre 1993 y 1994, debido a una lesión que sufrió en el tobillo quien debió dejar el título vacante. Por otro lado, el reinado más corto le pertenece a Juventud Guerrera, con solo 7 días en 1999 al perderlo ante Jushin Thunder Liger.
En cuanto a los días en total como campeón (un acumulado entre la suma de todos los días de los reinados individuales de cada luchador), Jushin Thunder Liger también posee el primer lugar, con 2245 días como campeón entre sus once reinados. Le siguen Prince Devitt (1010 días en 3 reinados), Minoru (998 días en 4 reinados), Koji Kanemoto (954 días en 5 reinados), y Hiromu Takahashi (884 días en 5 reinados). Además, tres luchadores fueron campeones durante más de un año de manera ininterrumpida: Jushin Thunder Liger (en dos ocasiones, 628 y 403 días), Prince Devitt (419 días), y Heat (387 días).
Por último, Jushin Thunder Liger es el luchador que más reinados posee con 11, seguido de lejos por Tiger Mask y KUSHIDA (6 cada uno), y Koji Kanemoto y Hiromu Takahashi (5).

### Campeón actual
El campeón actual es El Desperado, quien se encuentra en su quinto reinado como campeón. Desperado ganó el campeonato tras derrotar al excampeón Douki el 4 de enero de 2025 en Wrestle Kingdom 19.
El Desperado registra hasta el 28 de julio de 2025 las siguientes defensas televisadas: 
1. vs. Taiji Ishimori (11 de enero de 2025, Battle in the Valley)
2. vs. Kosei Fujita (4 de febrero de 2025, Road To The New Beginning)
3. vs. Francesco Akira (6 de marzo de 2025, 53th Anniversary Event)
4. vs. Clark Connors (4 de abril de 2025, Road To Sakura Genesis 2025: Jr. Genesis)
5. vs. Templario (29 de abril de 2025, Wrestling Hizen no Kuni)
6. vs. Jun Kasai (24 de junio de 2025, NJPW Death Pain Invitational)
7. vs. Kosei Fujita (6 de julio de 2025, New Japan Soul 2025)

### Lista de campeones
| N.º | Campeón              | Lucha                    | Lucha                                                        | Lucha                  | Estadísticas | Estadísticas | Estadísticas      | Notas y referencias |
| N.º | Campeón              | Fecha                    | Evento                                                       | Ubicación              | Reinado      | Días         | Defensas exitosas | Notas y referencias |
| --- | -------------------- | ------------------------ | ------------------------------------------------------------ | ---------------------- | ------------ | ------------ | ----------------- | --- |
| 1   | Shiro Koshinaka      | 6 de febrero de 1986     | New Year Dash 1986                                           | Tokio, Japón           | 1            | 102          | 1                 | Koshinaka derrotó a The Cobra en la final de un torneo para convertirse en el primer campeón. |
| 2   | Nobuhiko Takada      | 19 de mayo de 1986       | IWGP Champion Series 1986                                    | Tokio, Japón           | 1            | 123          | 6                 | [ 5 ] |
| 3   | Shiro Koshinaka      | 19 de septiembre de 1986 | Challenge Spirit 1986                                        | Fukuoka, Japón         | 2            | 317          | 2                 | [ 6 ] |
| —   | Vacante              | 2 de agosto de 1987      | —                                                            | —                      | —            | —            | —                 | Koshinaka dejó el título vacante debido a una lesión en el tobillo derecho. |
| 4   | Kuniaki Kobayashi    | 20 de agosto de 1987     | Summer Night Fever In Kokugikan                              | Tokio, Japón           | 1            | 129          | 1                 | Kuniaki Kobayashi derrotó a Nobuhiko Takada por el título vacante. |
| 5   | Hiroshi Hase         | 27 de diciembre de 1987  | Year End in Kokugikan 1987                                   | Tokio, Japón           | 1            | 152          | 3                 | [ 8 ] |
| 6   | Owen Hart            | 27 de mayo de 1988       | IWGP Champion Series 1988                                    | Sendai, Japón          | 1            | 28           | 1                 | [ 9 ] |
| 7   | Shiro Koshinaka      | 24 de junio de 1988      | IWGP Champion Series 1988                                    | Osaka, Japón           | 3            | 265          | 6                 | [ 10 ] |
| 8   | Hiroshi Hase         | 16 de marzo de 1989      | Big Fight Series                                             | Yokohama, Japón        | 2            | 70           | 0                 | [ 11 ] |
| 9   | Jushin Liger         | 25 de mayo de 1989       | Battle Satellite 1989 In Osaka Dome                          | Osaka, Japón           | 1            | 77           | 2                 | [ 12 ] |
| 10  | Naoki Sano           | 10 de agosto de 1989     | Fighting Satellite of 1989                                   | Tokio, Japón           | 1            | 174          | 2                 | [ 13 ] |
| 11  | Jushin Thunder Liger | 31 de enero de 1990      | New Spring Gold Series 1990                                  | Osaka, Japón           | 2            | 200          | 1                 | Jushin Thunder Liger fue conocido anteriormente solo como Jushin Liger. |
| 12  | Pegasus Kid          | 19 de agosto de 1990     | Summer Night Fever II                                        | Tokio, Japón           | 1            | 74           | 0                 | [ 15 ] |
| 13  | Jushin Thunder Liger | 1 de noviembre de 1990   | Dream Tour 1990                                              | Tokio, Japón           | 3            | 165          | 2                 | [ 16 ] |
| —   | Vacante              | 15 de abril de 1991      | —                                                            | —                      | —            | —            | —                 | Liger dejó vacante el título. |
| 14  | Norio Honaga         | 30 de abril de 1991      | Explosion Tour 1991                                          | Tokio, Japón           | 1            | 43           | 2                 | Honaga derrotó a Jushin Thunder Liger en la final del torneo Top of the Super Juniors. |
| 15  | Jushin Thunder Liger | 12 de junio de 1991      | Fighting Connection ~ Ultra-High And Mighty Declaration II ~ | Tokio, Japón           | 4            | 58           | 0                 | [ 18 ] |
| 16  | Akira Nogami         | 9 de agosto de 1991      | Violent Storm in Kokugikan                                   | Tokio, Japón           | 1            | 88           | 1                 | [ 19 ] |
| 17  | Norio Honaga         | 5 de noviembre de 1991   | Tokyo 3 Days Battle                                          | Tokio, Japón           | 2            | 95           | 1                 | [ 20 ] |
| 18  | Jushin Thunder Liger | 8 de febrero de 1992     | NJPW Fighting Spirit 1992                                    | Sapporo, Japón         | 5            | 139          | 3                 | [ 21 ] |
| 19  | El Samurái           | 26 de junio de 1992      | Master of Wrestling                                          | Tokio, Japón           | 1            | 149          | 3                 | [ 22 ] |
| 20  | Último Dragón        | 22 de noviembre de 1992  | Wrestling Scamble 1992                                       | Tokio, Japón           | 1            | 43           | 1                 | [ 23 ] |
| 21  | Jushin Thunder Liger | 4 de enero de 1993       | Fantastic Story                                              | Tokio, Japón           | 6            | 628          | 5                 | [ 24 ] |
| —   | Vacante              | 24 de septiembre de 1994 | —                                                            | —                      | —            | —            | —                 | Liger dejó vacante el título cuando se fracturó el tobillo izquierdo. |
| 22  | Norio Honaga         | 27 de septiembre de 1994 | G1 Climax Special 1994                                       | Osaka, Japón           | 3            | 145          | 6                 | Honaga derrotó a Wild Pegasus en la final de un torneo. |
| 23  | Koji Kanemoto        | 19 de febrero de 1995    | Fighting Spirit 1995                                         | Tokio, Japón           | 1            | 73           | 2                 | [ 26 ] |
| 24  | Sabu                 | 3 de mayo de 1995        | Wrestling Dontaku 1995                                       | Fukuoka, Japón         | 1            | 42           | 1                 | [ 27 ] |
| 25  | Koji Kanemoto        | 14 de junio de 1995      | Fightning Spirit Legend                                      | Tokio, Japón           | 2            | 204          | 2                 | En esta lucha también estaba en juego el Campeonato Mundial Peso Wélter de la UWA de Kanemoto. |
| 26  | Jushin Thunder Liger | 4 de enero de 1996       | Wrestling World 1996                                         | Tokio, Japón           | 7            | 116          | 2                 | [ 29 ] |
| 27  | The Great Sasuke     | 29 de abril de 1996      | Battle Formation                                             | Tokio, Japón           | 1            | 165          | 5                 | El 5 de agosto de 1996, Sasuke ganó la J-Crown reuniendo ocho títulos juntos. Los reinados son considerados aparte, pero son defendidos simultáneamente.                                                   |
| 28  | Último Dragón        | 11 de octubre de 1996    | Osaka Crush Night                                            | Osaka, Japón           | 2            | 85           | 7                 | [ 31 ] |
| 29  | Jushin Thunder Liger | 4 de enero de 1997       | Wrestling World 1997                                         | Tokio, Japón           | 8            | 183          | 4                 | El 6 de junio de 1997, Liger perdió el Campeonato Peso Pesado Junior Internacional de la WAR, pero siguió defendiendo los otros siete títulos.                                                             |
| 30  | El Samurái           | 6 de julio de 1997       | Summer Struggle 1997                                         | Sapporo, Japón         | 2            | 35           | 0                 | [ 33 ] |
| 31  | Shinjiro Otani       | 10 de agosto de 1997     | The Four Heaven                                              | Nagoya, Japón          | 1            | 181          | 5                 | El 5 de noviembre de 1997, Otani dejó vacante todos los títulos de la J-Crown excepto el de la NJPW. La WWF retomó el control del Campeonato Peso Pesado Ligero de la WWF, dando por terminada la J-Crown. |
| 32  | Jushin Thunder Liger | 7 de febrero de 1998     | Fighting Spirit 1998                                         | Sapporo, Japón         | 9            | 403          | 8                 | [ 35 ] |
| 33  | Koji Kanemoto        | 17 de marzo de 1999      | Hyper Battle 1999                                            | Hiroshima, Japón       | 3            | 164          | 3                 | [ 36 ] |
| 34  | Kendo Kashin         | 28 de agosto de 1999     | Jingu Climax                                                 | Tokio, Japón           | 1            | 44           | 1                 | [ 37 ] |
| 35  | Jushin Thunder Liger | 11 de octubre de 1999    | Final Dome                                                   | Tokio, Japón           | 10           | 49           | 1                 | [ 38 ] |
| 36  | Juventud Guerrera    | 29 de noviembre de 1999  | Nitro                                                        | Denver, Colorado       | 1            | 7            | 0                 | [ 39 ] |
| 37  | Jushin Thunder Liger | 6 de diciembre de 1999   | Nitro                                                        | Milwaukee, Wisconsin   | 11           | 227          | 3                 | Psychosis reemplazó a Juventud Guerrera en la lucha quien previamente sufrió una fractura en su brazo derecho.                                                                                             |
| 38  | Tatsuhito Takaiwa    | 20 de julio de 2000      | Summer Struggle 2000                                         | Sapporo, Japón         | 1            | 101          | 2                 | [ 41 ] |
| 39  | Minoru Tanaka        | 29 de octubre de 2000    | Get a Right!!                                                | Kōbe, Japón            | 1            | 264          | 2                 | [ 42 ] |
| 40  | Masayuki Naruse      | 20 de julio de 2001      | Dome Quake                                                   | Sapporo, Japón         | 1            | 80           | 1                 | [ 43 ] |
| 41  | Tokimitsu Ishizawa   | 8 de octubre de 2001     | Indicate of Next                                             | Tokio, Japón           | 2            | 116          | 2                 | Defendió el título con el nombre de Kendo Kashin. |
| —   | Vacante              | 1 de febrero de 2002     | —                                                            | —                      | —            | —            | —                 | Kashin dejó la NJPW y regresó el título al comité ejecutivo de la IWGP. |
| 42  | Minoru Tanaka        | 16 de febrero de 2002    | Fighting Spirit 2002                                         | Tokio, Japón           | 2            | 153          | 3                 | Derrotó a Masahito Kakihara para ganar el título vacante. |
| 43  | Koji Kanemoto        | 19 de julio de 2002      | Summer Fight Series 2002                                     | Sapporo, Japón         | 4            | 278          | 6                 | [ 46 ] |
| 44  | Tiger Mask           | 23 de abril de 2003      | Strong Energy 2003                                           | Hiroshima, Japón       | 1            | 153          | 4                 | [ 47 ] |
| —   | Vacante              | 23 de septiembre de 2003 | —                                                            | —                      | —            | —            | —                 | Tiger Mask dejó vacante el título. |
| 45  | Jado                 | 13 de octubre de 2003    | Ultimate Crush II                                            | Tokio, Japón           | 1            | 62           | 1                 | Derrotó a Dick Togo, El Samurái, Gedo, Heat, Jushin Thunder Liger, Katsushi Takemura, Koji Kanemoto, Masahito Kakihara, Masayuki Naruse y Tiger Mask en un battle royal para ganar el título vacante.      |
| 46  | Heat                 | 14 de diciembre de 2003  | Battle Final 2003                                            | Nagoya, Japón          | 3            | 387          | 11                | Heat fue conocido anteriormente como Minoru Tanaka. |
| 47  | Tiger Mask           | 4 de enero de 2005       | Toukon Festival: Wrestling World                             | Tokio, Japón           | 2            | 277          | 3                 | [ 50 ] |
| 48  | Black Tiger          | 8 de octubre de 2005     | Toukon Souzou New Chapter                                    | Tokio, Japón           | 1            | 134          | 1                 | Esta lucha también era por el Campeonato Mundial Peso Pesado Junior de la NWA de Black Tiger. |
| 49  | Tiger Mask           | 19 de febrero de 2006    | Acceleration                                                 | Tokio, Japón           | 3            | 73           | 1                 | Esta lucha también era por el Campeonato Mundial Peso Pesado Junior de la NWA de Black Tiger. |
| 50  | Koji Kanemoto        | 3 de mayo de 2006        | New Japan Cup 2006 Special                                   | Fukuoka, Japón         | 5            | 235          | 1                 | [ 53 ] |
| 51  | Minoru               | 24 de diciembre de 2006  | Battle Xmas! Catch the Victory                               | Tokio, Japón           | 4            | 194          | 4                 | Minoru fue conocido anteriormente como Minoru Tanaka y Heat. |
| 52  | Ryusuke Taguchi      | 6 de julio de 2007       | New Japan Soul C.T.U Farewell Tour                           | Tokio, Japón           | 1            | 155          | 4                 | [ 55 ] |
| 53  | Wataru Inoue         | 8 de diciembre de 2007   | New Japan Alive                                              | Osaka, Japón           | 1            | 191          | 3                 | [ 56 ] |
| —   | Vacante              | 16 de junio de 2008      | —                                                            | —                      | —            | —            | —                 | Debido a que Inoue pasó a la división de Peso Pesado. |
| 54  | Tiger Mask           | 8 de julio de 2008       | New Japan Trill                                              | Tokio, Japón           | 4            | 75           | 0                 | Derrotó a Prince Devitt en la final de un torneo para ganar el título vacante. |
| 55  | Low Ki               | 21 de septiembre de 2008 | New Japan Generation                                         | Kōbe, Japón            | 1            | 105          | 1                 | [ 58 ] |
| 56  | Tiger Mask           | 4 de enero de 2009       | Wrestle Kingdom III                                          | Tokio, Japón           | 5            | 223          | 4                 | [ 59 ] |
| 57  | Místico              | 15 de agosto de 2009     | G1 Climax 2009: New Lords, New Laws                          | Tokio, Japón           | 1            | 85           | 2                 | [ 60 ] |
| 58  | Tiger Mask           | 8 de noviembre de 2009   | Destruction '09                                              | Tokio, Japón           | 6            | 57           | 0                 | [ 61 ] |
| 59  | Naomichi Marufuji    | 4 de enero de 2010       | Wrestle Kingdom IV                                           | Tokio, Japón           | 1            | 166          | 5                 | [ 62 ] |
| 60  | Prince Devitt        | 19 de junio de 2010      | Dominion 6.19                                                | Osaka, Japón           | 1            | 364          | 7                 | [ 63 ] |
| 61  | Kota Ibushi          | 18 de junio de 2011      | Dominion 6.18                                                | Osaka, Japón           | 1            | 85           | 2                 | [ 64 ] |
| —   | Vacante              | 12 de septiembre de 2011 | —                                                            | —                      | —            | —            | —                 | Debido a una lesión en el hombro de Ibushi. |
| 62  | Prince Devitt        | 19 de septiembre de 2011 | Kantaro Hoshino Memorial Show                                | Kōbe, Japón            | 2            | 227          | 4                 | Derrotó a KUSHIDA para ganar el título vacante. |
| 63  | Low Ki               | 3 de mayo de 2012        | Wrestling Dontaku 2012                                       | Fukuoka, Japón         | 2            | 87           | 1                 | [ 66 ] |
| 64  | Kota Ibushi          | 29 de julio de 2012      | Last Rebellion                                               | Tokio, Japón           | 2            | 71           | 2                 | [ 67 ] |
| 65  | Low Ki               | 8 de octubre de 2012     | King of Pro-Wrestling                                        | Tokio, Japón           | 3            | 34           | 0                 | [ 68 ] |
| 66  | Prince Devitt        | 11 de noviembre de 2012  | Power Struggle                                               | Osaka, Japón           | 3            | 419          | 4                 | [ 69 ] |
| 67  | Kota Ibushi          | 4 de enero de 2014       | Wrestle Kingdom 8                                            | Tokio, Japón           | 3            | 181          | 4                 | [ 70 ] |
| 68  | KUSHIDA              | 4 de julio de 2014       | Kizuna Road                                                  | Tokio, Japón           | 1            | 79           | 0                 | [ 71 ] |
| 69  | Ryusuke Taguchi      | 21 de septiembre de 2014 | Destruction in Kobe                                          | Kōbe, Japón            | 2            | 105          | 2                 | [ 72 ] |
| 70  | Kenny Omega          | 4 de enero de 2015       | Wrestle Kingdom 9                                            | Tokio, Japón           | 1            | 182          | 3                 | [ 73 ] |
| 71  | KUSHIDA              | 5 de julio de 2015       | Dominion 7.5 in Osaka-jo Hall                                | Osaka, Japón           | 2            | 80           | 1                 | [ 74 ] |
| 72  | Kenny Omega          | 23 de septiembre de 2015 | Destruction in Okayama                                       | Okayama, Japón         | 2            | 103          | 1                 | [ 75 ] |
| 73  | KUSHIDA              | 4 de enero de 2016       | Wrestle Kingdom 10                                           | Tokio, Japón           | 3            | 257          | 5                 | [ 76 ] |
| 74  | Bushi                | 17 de septiembre de 2016 | Destruction in Tokyo                                         | Tokio, Japón           | 1            | 49           | 0                 | [ 77 ] |
| 75  | KUSHIDA              | 5 de noviembre de 2016   | Power Struggle                                               | Osaka, Japón           | 4            | 60           | 0                 | [ 78 ] |
| 76  | Hiromu Takahashi     | 4 de enero de 2017       | Wrestle Kingdom 11                                           | Tokio, Japón           | 1            | 158          | 4                 | [ 79 ] |
| 77  | KUSHIDA              | 11 de junio de 2017      | Dominion 6.11 in Osaka-jo Hall                               | Osaka, Japón           | 5            | 120          | 2                 | [ 80 ] |
| 78  | Will Ospreay         | 9 de octubre de 2017     | King of Pro-Wrestling                                        | Tokio, Japón           | 1            | 27           | 0                 | [ 81 ] |
| 79  | Marty Scurll         | 5 de noviembre de 2017   | Power Struggle                                               | Osaka, Japón           | 1            | 60           | 0                 | [ 82 ] |
| 80  | Will Ospreay         | 4 de enero de 2018       | Wrestle Kingdom 12                                           | Tokio, Japón           | 2            | 156          | 3                 | Derrotó a Marty Scurll, Hiromu Takahashi y KUSHIDA. |
| 81  | Hiromu Takahashi     | 9 de junio de 2018       | Dominion 6.9 in Osaka-jo Hall                                | Osaka, Japón           | 2            | 72           | 2                 | [ 84 ] |
| —   | Vacante              | 20 de agosto de 2018     | —                                                            | —                      | —            | —            | —                 | Debido a una lesión en el cuello de Hiromu. |
| 82  | KUSHIDA              | 8 de octubre de 2018     | King of Pro-Wrestling                                        | Tokio, Japón           | 6            | 88           | 0                 | Derrotó a Marty Scurll en la final de un torneo. |
| 83  | Taiji Ishimori       | 4 de enero de 2019       | Wrestle Kingdom 13                                           | Tokio, Japón           | 1            | 92           | 2                 | [ 86 ] |
| 84  | Dragon Lee           | 6 de abril de 2019       | G1 Supercard                                                 | Nueva York, Nueva York | 1            | 64           | 1                 | Derrotó a Taiji Ishimori y Bandido. |
| 85  | Will Ospreay         | 9 de junio de 2019       | Dominion 6.9 in Osaka-jo Hall                                | Osaka, Japón           | 3            | 209          | 3                 | [ 88 ] |
| 86  | Hiromu Takahashi     | 4 de enero de 2020       | Wrestle Kingdom 14 Día 1                                     | Tokio, Japón           | 3            | 238          | 1                 | [ 89 ] |
| 87  | Taiji Ishimori       | 29 de agosto de 2020     | Summer Struggle in Jingu                                     | Tokio, Japón           | 2            | 129          | 0                 | [ 90 ] |
| 88  | Hiromu Takahashi     | 5 de enero de 2021       | Wrestle Kingdom 15 Día 2                                     | Tokio, Japón           | 4            | 51           | 1                 | [ 91 ] |
| —   | Vacante              | 25 de febrero de 2021    | —                                                            | —                      | —            | —            | —                 | Debido a una lesión en el pectoral izquierdo de Hiromu. |
| 89  | El Desperado         | 28 de febrero de 2021    | Castle Attack Día 2                                          | Osaka, Japón           | 1            | 147          | 2                 | Derrotó a Bushi y El Phantasmo. |
| 90  | Robbie Eagles        | 25 de julio de 2021      | Wrestle Grand Slam in Tokyo Dome                             | Tokio, Japón           | 1            | 104          | 1                 | [ 94 ] |
| 91  | El Desperado         | 6 de noviembre de 2021   | Power Struggle                                               | Osaka, Japón           | 2            | 176          | 3                 | [ 95 ] |
| 92  | Taiji Ishimori       | 1 de mayo de 2022        | Wrestling Dontaku                                            | Fukuoka, Japón         | 3            | 248          | 1                 | [ 96 ] |
| 93  | Hiromu Takahashi     | 4 de enero de 2023       | Wrestle Kingdom 17                                           | Tokio, Japón           | 5            | 365          | 7                 | Derrotó a Taiji Ishimori, El Desperado y Master Wato. |
| 94  | El Desperado         | 4 de enero de 2024       | Wrestle Kingdom 18                                           | Tokio, Japón           | 3            | 50           | 1                 | [ 98 ] |
| 95  | Sho                  | 23 de febrero de 2024    | The New Beginning in Sapporo                                 | Sapporo, Japón         | 1            | 114          | 2                 | [ 99 ] |
| 96  | El Desperado         | 16 de junio de 2024      | New Japan Soul 2024                                          | Sapporo, Japón         | 4            | 19           | 0                 | Fue un Steel Cage Match. |
| 97  | Douki                | 5 de julio de 2024       | New Japan Soul 2024                                          | Tokio, Japón           | 1            | 183          | 4                 | [ 101 ] |
| 98  | El Desperado         | 4 de enero de 2025       | Wrestle Kingdom 19                                           | Tokio, Japón           | 5            | 205+         | 7                 | [ 102 ] |

### Total de días con el título
La siguiente lista muestra el total de días que un luchador ha poseído el campeonato si se suman todos los reinados que posee. Actualizado a la fecha del 28 de julio de 2025.
| + | Indica al campeón actual |

| N.º | Campeón                           | Reinados | Núm. defensas | Total de días |
| --- | --------------------------------- | -------- | ------------- | ------------- |
| 1   | Jushin Liger/Jushin Thunder Liger | 11       | 31            | 2245          |
| 2   | Prince Devitt                     | 3        | 15            | 1010          |
| 3   | Heat/Minoru/Minoru Tanaka         | 4        | 20            | 998           |
| 4   | Koji Kanemoto                     | 5        | 14            | 954           |
| 5   | Hiromu Takahashi                  | 5        | 15            | 884           |
| 6   | Tiger Mask                        | 6        | 12            | 858           |
| 7   | Shiro Koshinaka                   | 3        | 9             | 702           |
| 8   | KUSHIDA                           | 6        | 8             | 684           |
| 9   | El Desperado                      | 5        | 13            | 597+          |
| 10  | Taiji Ishimori                    | 3        | 3             | 469           |
| 11  | Will Ospreay                      | 3        | 6             | 392           |
| 12  | Kota Ibushi                       | 3        | 8             | 337           |
| 13  | Kenny Omega                       | 2        | 4             | 285           |
| 14  | Norio Honaga                      | 3        | 9             | 283           |
| 15  | Ryusuke Taguchi                   | 2        | 6             | 260           |
| 16  | Low Ki                            | 3        | 2             | 226           |
| 17  | Hiroshi Hase                      | 2        | 3             | 195           |
| 18  | Wataru Inoue                      | 1        | 3             | 191           |
| 19  | El Samurái                        | 2        | 3             | 184           |
| 20  | Douki                             | 1        | 4             | 183           |
| 21  | Shinjiro Otani                    | 1        | 5             | 181           |
| 22  | Naoki Sano                        | 1        | 2             | 174           |
| 23  | Naomichi Marufuji                 | 1        | 5             | 166           |
| 24  | The Great Sasuke                  | 1        | 5             | 165           |
| 25  | Kendo Kashin/Tokimitsu Ishizawa   | 2        | 3             | 160           |
| 26  | Black Tiger                       | 1        | 1             | 134           |
| 27  | Kuniaki Kobayashi                 | 1        | 1             | 129           |
| 28  | Último Dragón                     | 2        | 8             | 128           |
| 29  | Nobuhiko Takada                   | 1        | 6             | 123           |
| 30  | Sho                               | 1        | 2             | 114           |
| 31  | Robbie Eagles                     | 1        | 1             | 104           |
| 32  | Tatsuhito Takaiwa                 | 1        | 2             | 101           |
| 33  | Akira Nogami                      | 1        | 1             | 88            |
| 34  | Místico                           | 1        | 2             | 85            |
| 35  | Masayuki Naruse                   | 1        | 1             | 80            |
| 36  | Pegasus Kid                       | 1        | 0             | 74            |
| 37  | Dragon Lee                        | 1        | 1             | 64            |
| 38  | Jado                              | 1        | 1             | 62            |
| 39  | Marty Scurll                      | 1        | 0             | 60            |
| 40  | Bushi                             | 1        | 0             | 49            |
| 41  | Sabu                              | 1        | 1             | 42            |
| 42  | Owen Hart                         | 1        | 1             | 28            |
| 43  | Juventud Guerrera                 | 1        | 0             | 7             |

### Mayor cantidad de reinados
| Reinados | Luchador (es)                                                                                          |
| -------- | --- |
| 11 veces | Jushin Liger/Jushin Thunder Liger                                                                      |
| 6 veces  | Tiger Mask, KUSHIDA                                                                                    |
| 5 veces  | Koji Kanemoto, Hiromu Takahashi, El Desperado                                                          |
| 4 veces  | Heat/Minoru/Minoru Tanaka                                                                              |
| 3 veces  | Prince Devitt, Shiro Koshinaka, Kota Ibushi, Norio Honaga, Low Ki, Will Ospreay, Taiji Ishimori        |
| 2 veces  | Kenny Omega, Ryusuke Taguchi, Hiroshi Hase, El Samurái, Kendo Kashin/Tokimitsu Ishizawa, Último Dragón |